# Tia Vino Ines N’Rehy
Tia Vino Ines N’Rehy (* 1. Oktober 1993 in Daloa) ist eine ivorische Fußballspielerin. 

## Karriere

### Verein
N'Rehy startete ihre Karriere in der Jugend des AS Juventus des Yopougon, wo sie im Sommer 2010 in die erste ivorische Frauenliga aufstieg. In ihrer ersten Saison bei Juventus, konnte sie mit ihrem Team das Double gewinnen. Im Sommer 2013 verließ sie ihre Heimat und ihren Verein AS Juventus de Yopougon, um in Serbien beim ŽFK Spartak Subotica zu unterschreiben. In Subotica bildet sie gemeinsam mit Landsfrau José Nahi das Sturmduo des UEFA Women’s Champions League Teilnehmers.

### Nationalmannschaft
Seit 2011 steht sie im Kader der Ivorische Fußballnationalmannschaft der Frauen und wurde am 26. Oktober 2012 für den Coupe d’Afrique des nations féminine de football nominiert, wo sie im Laufe des Turnieres drei Tore erzielen konnte.

## Erfolge
- Ligue 1 (2): 2010 und 2012[9]
- Coupe de Côte d’Ivoire (1): 2010